# أوبري فيريرا
أوبري فيريرا (15 أكتوبر 1994 - ) (بالإنجليزية: Aubrey Ferreira)‏ هو لاعب كريكت جنوب أفريقي.

## وصلات خارجية
- أوبري فيريرا على موقع إي آس بي آن كريك إنفو (الإنجليزية)